# 마타양쥐돔
마타양쥐돔(Acanthurus mata)은 양쥐돔목 양쥐돔과에 속하는 물고기이다. 몸길이는 50cm로서 중형물고기에 속한다.

## 특징과 먹이
마타양쥐돔은 전체적으로 회갈색의 모습을 하고 있는 물고기로서 흑갈양쥐돔과 같이 갈색의 색계열을 가진 물고기이다. 흑갈양쥐돔과 같이 갈색계열의 색을 가지고 있기 때문에 파운더 라벤더탱이라고 불리기도 한다. 등지느러미, 뒷지느러미, 꼬리지느러미의 가장자리는 어둡고 꼬리자리의 골질융기는 완전한 검은색이다. 다만 흑갈양쥐돔과는 달리 시간이 지나면 환경에 따라 자신의 몸에 색깔을 회색이나 파란색으로 변경할 수도 있다. 몸은 타원형이고 두고와 체고가 높아서 측편한다. 입은 작고 몸의 배쪽에 위치하며 눈은 작고 몸의 등쪽에 위치한다. 미병부에는 1개의 골질융기연이 존재하고 꼬리지느러미의 후단은 오목하다. 마타양쥐돔도 바닷물고기로서 아름다운 모습이 있기 때문에 관상어로 쓰이며 아쿠아리움에서도 많이 전시를 하는 물고기이다. 먹이로는 새우와 같은 갑각류와 해조류를 모두 먹는 잡식성의 어류이다.

## 서식지
마타양쥐돔의 주요서식지는 태평양과 인도양이 있으며 수심 0~100m의 산호초와 해조류가 많은 암초지대에 주로 서식한다.

## 같이 보기
- 양쥐돔목
- 양쥐돔과